# Paul Reubens
Paul Rubenfeld, ameriški komik in igralec, * 27. avgust 1952, Peekskill, New York, ZDA, † 30. julij 2023, Los Angeles, ZDA.